# Temple d'Héliogabale
Le temple d'Héliogabale, temple d'Élagabal ou Elagabalium est un temple de Rome dédié au dieu syrien du Soleil Elaha-Gabal connu à Rome sous le nom de Sol Invictus Elagabalus.

## Localisation
La localisation de ce vaste complexe comprenant un temple et un grand portique agrémenté de jardins reste problématique étant donné qu'à l'époque de sa construction, l'espace disponible sur le Palatin est très limité. L'hypothèse la plus probable situe le temple sur la pointe nord-est de la colline, une zone connue aujourd'hui sous le nom de Vigna Barberini. Le site aurait été occupé auparavant par un temple dédié à Orcus, divinité associée au Mundus, puis par un temple dédié à Jupiter Victor construit par Quintus Fabius Maximus Rullianus et qui aurait été agrandi par Héliogabale.

## Fonction
La pierre sacrée associée à la divinité syrienne est rapportée à Rome et installée sur le Palatin, près du palais impérial de Varius Avitus Bassianus, plus connu sous le nom d'Héliogabale pour avoir été dès l'âge de treize ans le grand-prêtre du dieu. Selon les auteurs anonymes de l'Histoire Auguste, l'empereur fait construire un grand temple destiné à abriter la pierre mais aussi tous les objets les plus sacrés des principaux cultes de Rome comprenant la figure de Cybèle, le feu de Vesta, le Palladium et les ancilia de Mars de la Regia,. Héliogabale a ainsi tenté d'unifier tous les cultes païens en un seul culte, celui du Soleil, et d'introduire à Rome le culte du souverain de son vivant sur le modèle oriental.

## Histoire
Le temple, connu sous le nom d'Elagabalium, est dédié en 221. L'édifice, étroitement lié au controversé Héliogabale, est néanmoins épargné après la mort de ce dernier. Toutefois, Alexandre Sévère, par une nouvelle dédicace, renonce au culte du Soleil et restitue le temple à la divinité précédente, Jupiter, mais en lui attribuant l'épithète Ultor (« vengeur ») pour commémorer son action.
Saint Sébastien est mort en martyr sur le Gradus Heliogabali où une église est construite en son honneur. Le temple finit par disparaître du paysage urbain, sans doute dans un incendie, avant le IVe siècle, étant donné qu'il n'est pas cité dans les catalogues régionnaires de Rome.

## Description
Lors de récentes fouilles[Quand ?] ont été mis au jour les vestiges d'un grand temple de 60 × 40 mètres au centre d'une grande terrasse rectangulaire artificielle au sud de l'église San Sebastiano, construite par Domitien alors qu'il fait aménager son palais impérial et qui recouvre un édifice d'époque néronienne orienté différemment. Elle pourrait correspondre à la zone occupée par des jardins et baptisée Adonaea sur la Forma Urbis. Les contreforts de cette terrasse sont bien visibles depuis l'arc de Titus. La façade est tournée vers le Clivus Palatinus, marquée par une entrée monumentale à laquelle on accède par quelques marches. Cette entrée est parfois identifiée au Pentapylum mentionné par les Régionnaires mais les fouilles n'ont permis de retrouver que trois ouvertures.
Selon l'historien romain contemporain Hérodien, le temple est gigantesque et magnifique, entouré de nombreux autels. Il est possible que le temple corresponde aux représentations sur des pièces de monnaie frappées durant le règne d'Héliogabale sur lesquelles figure également la pierre sacrée.

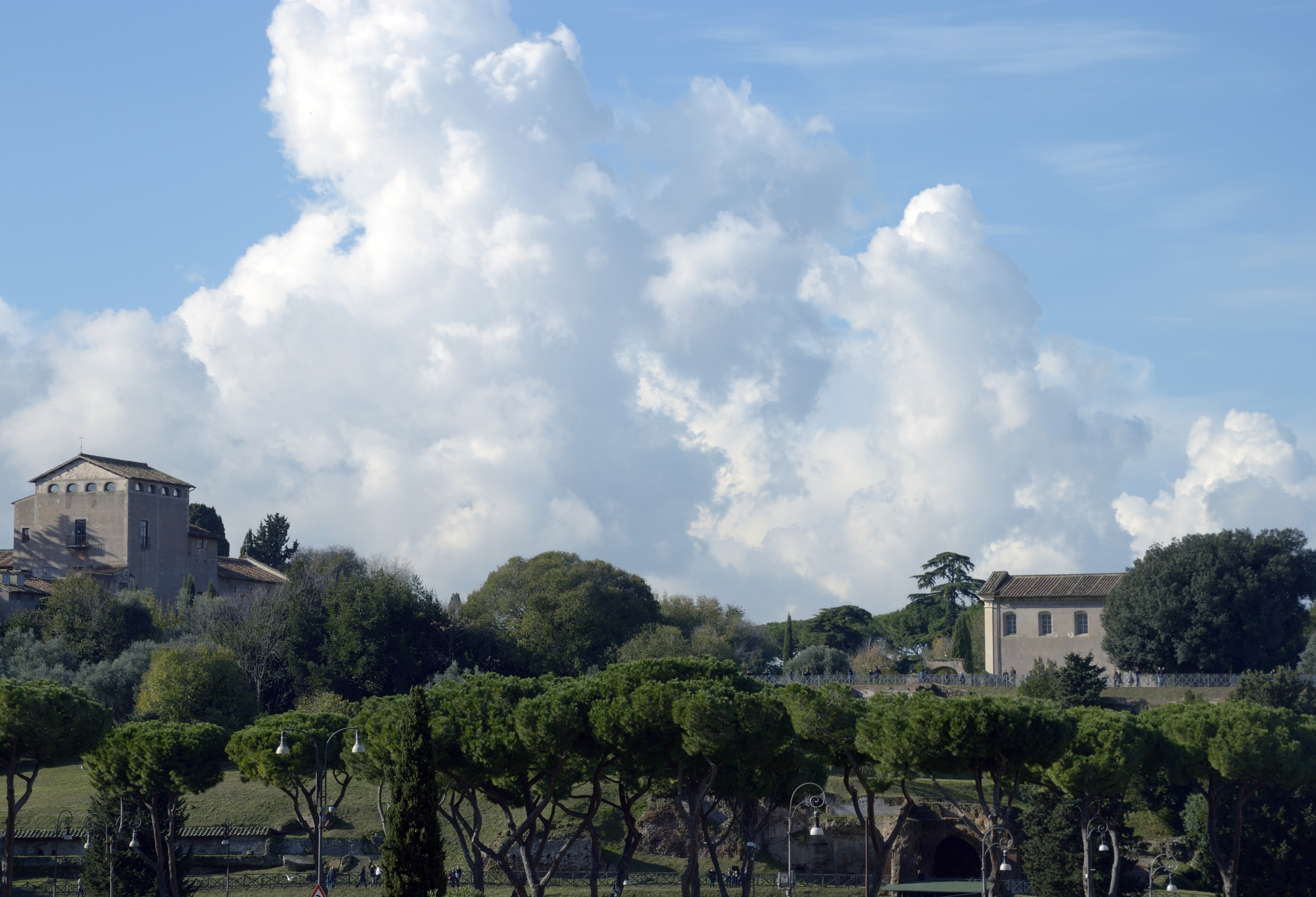
Zone du Palatin comprise entre les églises San Bonaventura et San Sebastiano correspondant à la Vigna Barberini.
Plan du temple d'Héliogabale.
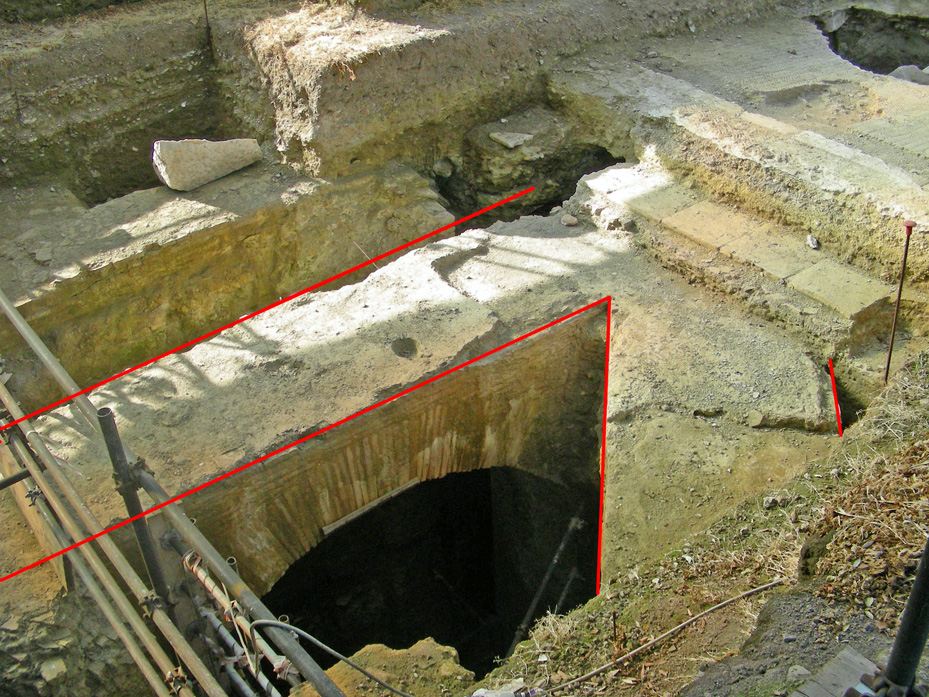
Vestiges de l'édifice néronien sous la terrasse artificielle.